# مایکل بویس، بارون بویس
مایکل بویس، بارون بویس (به انگلیسی: Michael Boyce, Baron Boyce؛ زادهٔ ۲ آوریل ۱۹۴۳) فرد نظامی اهل بریتانیا بود. وی همچنین برندهٔ جوایزی همچون نشان بند جوراب شده‌ بود.
او یک افسر نیروی دریایی سلطنتی بریتانیا بود که تا زمان مرگش در نوامبر ۲۰۲۲ به عنوان عضو مستقل مجلس اعیان نیز فعالیت داشت.
بویس پیش از رسیدن به فرماندهی بالاتر در نیروی دریایی و خدمت به عنوان لرد اول دریا و رئیس ستاد نیروی دریایی از سال ۱۹۹۸ تا ۲۰۰۱ و سپس به عنوان رئیس ستاد دفاع از سال ۲۰۰۱ تا ۲۰۰۳، فرماندهی سه زیردریایی و سپس یک ناوچه را بر عهده داشت. گفته می‌شود که او به عنوان رئیس ستاد دفاع، نگرانی‌هایی در مورد برنامه‌های ایالات متحده برای سیستم دفاع موشکی ملی داشته است. در اوایل سال ۲۰۰۳، او به دولت بریتانیا در مورد استقرار نیروها برای حمله به عراق مشاوره داد و قبل از اجازه دادن به ادامه استقرار، به دنبال تضمین‌هایی در مورد مشروعیت این استقرار بود.

## مرگ
بویس در ۶ نوامبر ۲۰۲۲ در سن ۷۹ سالگی بر اثر سرطان درگذشت.